# Nové Valteřice

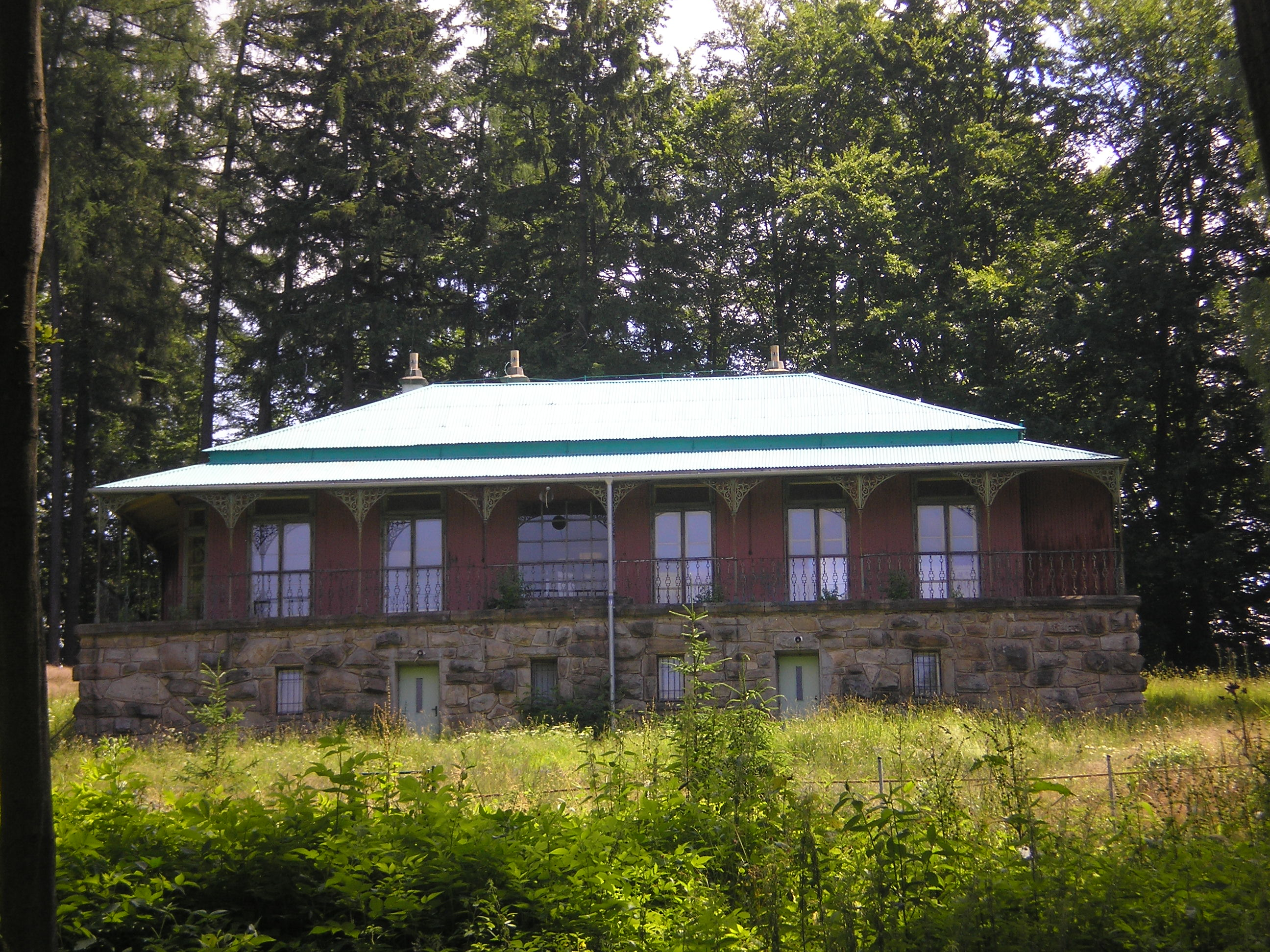
Jagdschlösschen

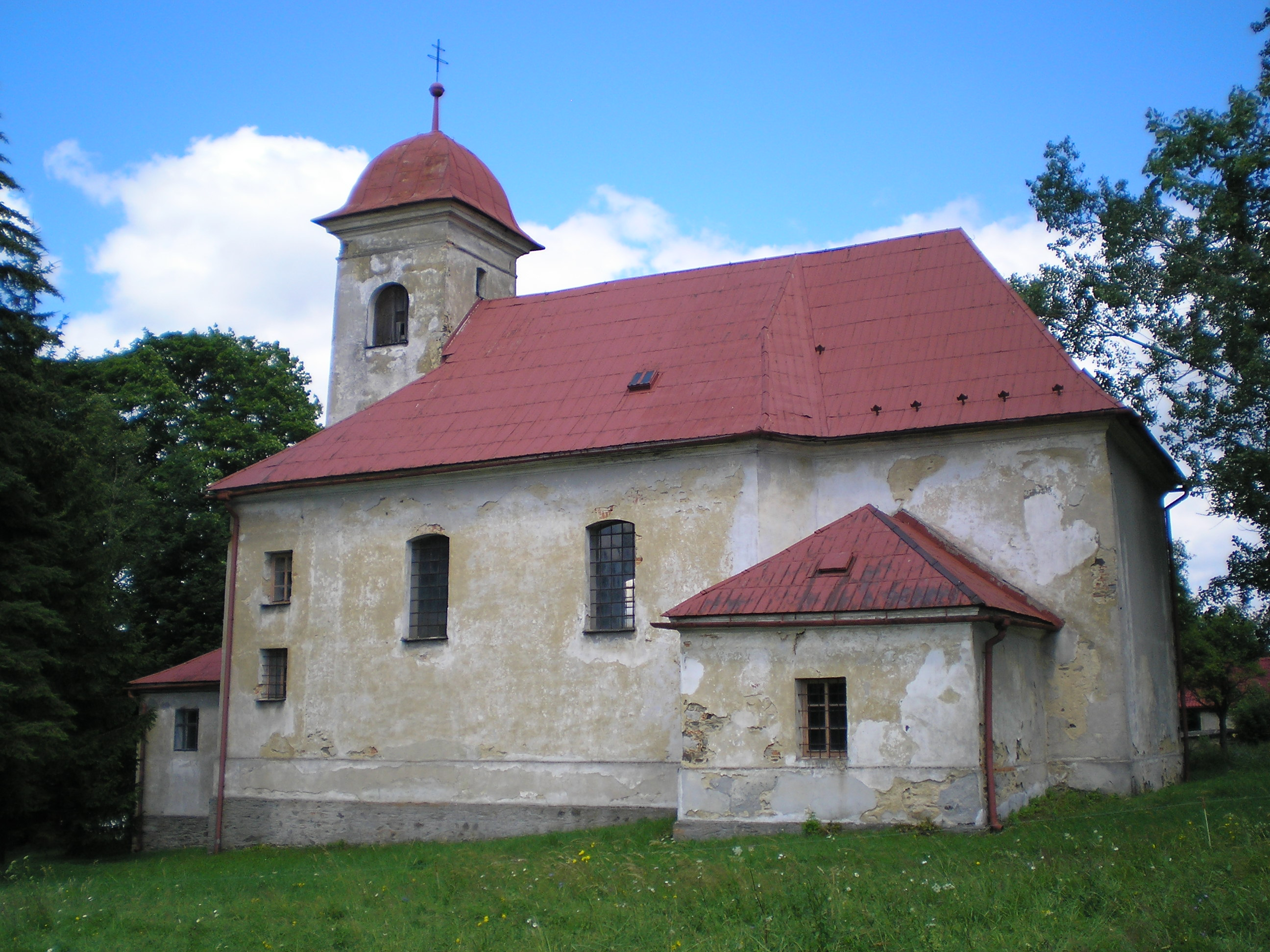
Kirche Mariä Himmelfahrt

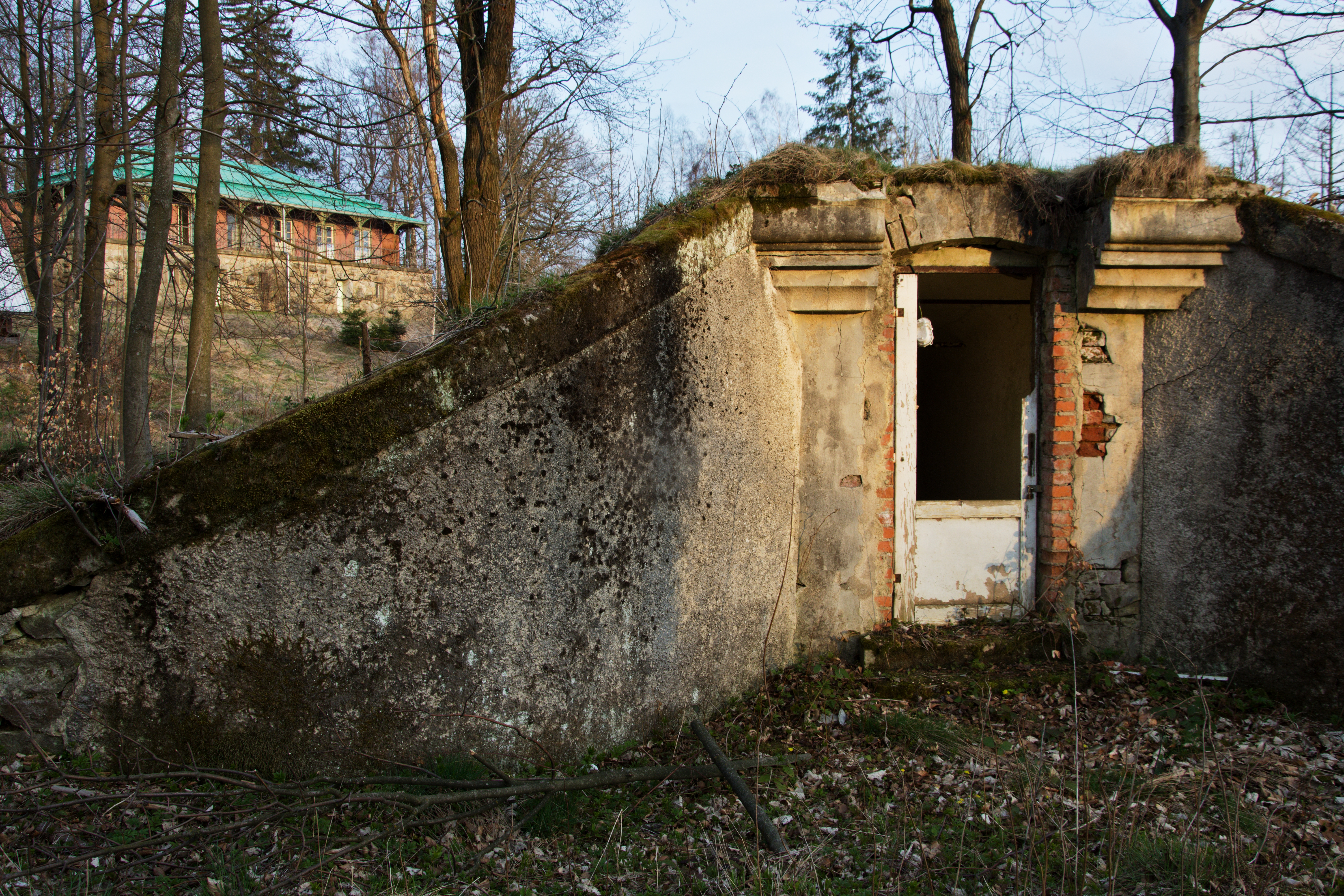
Ehemalige Mineralwasserabfüllanlage

Nové Valteřice (deutsch Neu Waltersdorf, auch Neuwaltersdorf) ist ein Ortsteil der Stadt Moravský Beroun (Bärn) in Tschechien. Das Dorf liegt sechs Kilometer nördlich von Moravský Beroun und gehört zum Okres Olomouc.

## Geographie
Das Reihendorf Nové Valteřice erstreckt sich im Niederen Gesenke (Nízký Jeseník) im Tal des Baches Důlní potok (Stollenbach). Nördlich erheben sich der Liščí díra (Fuchsloch, 693 m n.m.) und der Malý Roudny (Kleiner Rautenberg, 771 m n.m.), im Osten der U kapličky (668 m n.m.), südöstlich der Rozvodný vrch (Saunickel, 673 m n.m.), im Süden der Pískový vrch (Sandriegel, 647 m n.m.), südwestlich der Panský vrch (Herrnhübel, 693 m n.m.), im Westen die Slunečná (Sonnenberg, 802 m n.m.) sowie nordwestlich der Vysoký kámen (Hoher Stein, 739 m n.m.) und der Rychtář (Richterberg, 753 m n.m.).
Nachbarorte sind Volárna (Ochsenstall) im Norden, Roudno (Rautenberg) im Nordosten, Křišťanovice (Christdorf) und Dvorce (Hof) im Osten, Rejchartice (Reigersdorf) im Südosten, Čabová (Brockersdorf), Hajmrlov (Heimerldorf) und Moravský Beroun im Süden, Krahulčí (Sperbersdorf) und Dětřichov nad Bystřicí (Dittersdorf) im Südwesten, Arnoltice (Arnsdorf) im Westen sowie Ryžoviště (Braunseifen), Lomnice (Lobnig) und Tylov (Tillendorf) im Nordwesten.

## Geschichte
Das Dorf wurde zum Ende des 17. Jahrhunderts durch die Besitzer der mährischen Herrschaft Sternberg in der Nähe der Wüstung des wahrscheinlich im 15. Jahrhundert erloschenen Dorfes Sommerau gegründet. Die erste schriftliche Erwähnung erfolgte 1692 unter dem Namen Meindörfel im Zuge der Teilung der Herrschaft unter den Nachkommen des Herzogs Silvius I. Nimrod von Württemberg. Meindörfel gelangte dabei zusammen mit dem Amt Karlsberg an Herzog Silvius II. Friedrich. Dieser veräußerte die neugebildete Herrschaft Karlsberg bereits am 13. Mai 1693 an den Hofkanzler Dietrich Heinrich von Strattmann. In Folge der Erbteilung vom 15. Juli 1694 fiel die Herrschaft dem Reichshofrat Heinrich Johann Franz Graf von Strattmann zu, der sie am 1. September 1699 an Johann Adam Andreas von Liechtenstein verkaufte. Danach blieb die Herrschaft Karlsberg immer im Besitz der Fürsten von Liechtenstein. Der Name Meindörfel hielt sich nicht lange, bereits ab 1702 wurde Neu Waltersdorf als Ortsname verwendet. Tschechische Namensformen waren Nové Valteřice (ab 1714), Nová Ves (1771) und Valteřice (ab 1798). Die ersten Kirchenbücher wurden 1706 in Hof geführt. Die Bewohner waren auf dem Meierhof Bärn robotpflichtig. Im Jahre 1767 wurde die Kirche errichtet. 1787 wurden in Neu Waltersdorf eine dem Dekanat Hof unterstehende Lokalie und eine Schule unter dem Patronat des Religionsfonds eingerichtet. 1789 hob Fürst Alois I. von Liechtenstein den unwirtschaftlich gewordenen Bärner Meierhof auf; dadurch wurden die Bewohner von Neu Waltersdorf auf dem Karlsberger Hof robotpflichtig.
Im Jahre 1835 bestand das im Olmützer Kreis in einem sumpfigen Tal an der Handelsstraße von Bärn nach Freudenthal gelegene Dorf Neu Waltersdorf bzw. Walteřice aus 71 Häusern mit 493 deutschsprachigen und katholischen Einwohnern. Wegen des rauen Klimas und Bodenqualität war die Landwirtschaft wenig ertragreich. Ein Großteil der Bewohner arbeitete in den herrschaftlichen Forsten, wo auch Sandstein gebrochen und zu Mühlsteinen verarbeitet wurde. Im Ort gab es eine Kirche, eine Schule, ein Wirtshaus sowie zwei Wohnhäuser für herrschaftliche Jäger. Bis zur Mitte des 19. Jahrhunderts blieb Neu Waltersdorf der Allodialherrschaft Karlsberg untertänig.
Nach der Aufhebung der Patrimonialherrschaften bildete Neu Waltersdorf / Valteřice ab 1849 eine Gemeinde im Gerichtsbezirk Hof und Bezirk Sternberg. Zwischen 1855 und 1868 war die Gemeinde dem Bezirk Hof zugeordnet. Ab 1869 gehörte Neu Waltersdorf wieder zum Bezirk Sternberg. Zu dieser Zeit hatte die Gemeinde 541 Einwohner und bestand aus 75 Häusern. Vor 1876 errichteten die Fürsten von Liechtenstein am nordwestlichen Ortsrand ein unikates Jagdschlösschen. 1884 entstand ein neues Schulhaus. Im Jahre 1900 lebten in Neu Waltersdorf 427 Personen, 1910 waren es 404. Zu Beginn des 20. Jahrhunderts ließen die Fürsten von Liechtenstein die vom Holzplatz am fürstlichen Waldamt Ochsenstall zum Sägewerk Dittersdorf führende Dittersdorfer Waldbahn anlegen, die westlich von Neu Waltersdorf durch die Wälder führte. Zum 1. Oktober 1910 wurde die Gemeinde in den Bezirk Bärn umgegliedert. Nach dem Zusammenbruch der k.k. Monarchie wurde die Gemeinde 1918 Teil der neu gebildeten Tschechoslowakei. Beim Zensus von 1921 lebten in den 82 Häusern der Gemeinde Neu Waltersdorf / Valteřice 399 Personen, darunter 391 Deutsche und zwei Tschechen.  Der tschechische Ortsname wurde 1924 in Nové Valteřice geändert. Im Jahre 1930 bestand die Gemeinde Neu Waltersdorf aus 92 Häusern und hatte 378 Einwohner; 1939 waren es 384. Nach dem Münchner Abkommen wurde die Gemeinde im Herbst 1938 dem Deutschen Reich zugesprochen und dem Landkreis Bärn zugeordnet. Nach dem Ende des Zweiten Weltkrieges wurde Nové Valteřice wieder Teil der Tschechoslowakei. Der größte Teil der deutschsprachigen Bevölkerung wurde 1946 vertrieben und der Ort mit Tschechen neubesiedelt. 1949 erfolgte die Umgliederung in den Okres Bruntál. Im Jahre 1950 lebten in den 65 Häusern von Nové Valteřice 275 Personen. 1964 wurde Nové Valteřice nach Moravský Beroun eingemeindet. Die Waldbahn wurde 1969 stillgelegt. Im Jahre 1970 hatte Nové Valteřice 204 Einwohner. Im Jahre 1991 lebten in den 19 Wohnhäusern von Nové Valteřice 81 Personen. Seit dem 1. Januar 2005 gehört das Dorf zum Okres Olomouc. Beim Zensus von 2011 bestand der Ort aus 54 Häusern und hatte 51 Einwohner.

## Ortsgliederung
Der Ortsteil Nové Valteřice bildet einen Katastralbezirk.

## Sehenswürdigkeiten
- Kirche Mariä Himmelfahrt, errichtet 1767
- Jagdschlösschen Nové Valteřice. Es besteht aus zwei ebenerdigen unterkellerten Pavillons mit Blechdach und Wellblechwänden sowie einer Fassade mit von gusseisernen Säulen getragenen Arkaden. Die Gebäude wurden für die Industrieausstellung in Paris von 1848 gefertigt, auf der Weltausstellung 1873 von den Fürsten von Liechtenstein erworben und bis 1876 in Neu Waltersdorf aufgebaut. Daneben wurde eine Mineralwasserabfüllanlage betrieben. Nach 1945 erfolgten Umbauten für eine Nutzung als Pionierlager. Das Kulturdenkmal befindet sich heute in Privatbesitz und wird dem Verfall überlassen.[5]
- Schulhaus, errichtet 1884. An dem baufälligen Bauwerk ist eine Denktafel der Gemeinde für die Unterstützung des Schulbaus durch Fürst Johann von Liechtenstein erhalten.